# Ferenc Jankovich
Dans le nom hongrois Jankovich Ferenc, le nom de famille précède le prénom, mais cet article utilise l’ordre habituel en français Ferenc Jankovich, où le prénom précède le nom.
Ferenc Jankovich, né le 29 novembre 1907 à Székesfehérvár et mort le 9 mars 1971 à Budapest, est un poète, écrivain et traducteur hongrois. 

## Biographie
Ferenc Jankovich effectue les premières années de sa scolarité à Sárpentele puis les poursuit à Székesfehérvár. Il y obtient son baccalauréat en 1927 et gagne Budapest, où il s'inscrit à l'université Péter Pázmány comme membre du Collège József-Eötvös. Il en sort avec un diplôme de traduction française. 
Entre 1932 et 1934, il étudie à la Sorbonne grâce à une bourse d'État puis à l'École normale supérieure. Ensuite, il intègre l'Institut national des langues et civilisations orientales comme maître-assistant. C'est à ce moment qu'est publié son premier recueil de poèmes. 
De retour en Hongrie, il exerce durant deux ans au sein du département de chant de l'Académie de musique de Budapest. Entre 1936 et 1942, il travaille comme rédacteur en chef de la revue musicale Magyar Dal c., où il fréquente Zoltán Kodály et Zoltán Vásárhelyi. Il enseigne également au sein de la première école supérieure populaire d'Érd la littérature hongroise, l'histoire et la musique. 
Entre 1939 et 1942, il est distingué par le Prix Baumgarten. Il contribue alors aux revues Nyugat, Válasz, Kelet Népe et Magyar Csillag.
À la fin des années 1940, il est contraint de cesser la publication de la revue Magvető, en raison d'une campagne de harcèlement à son encontre. Durant les années 1950, on ne trouve plus trace de quelque activité éditoriale. Il cesse de publier des poèmes et se consacre alors à l'écriture de romans historiques et à la traduction d'auteurs étrangers. Il reçoit le prix Attila-József et le prix Kossuth en 1955 et 1956 pour l'ensemble de son travail. 
En 1956 et 1961, il participe sur invitation du PEN Club à la biennale du poète Knokke-le-Zoute, à laquelle il tient une conférence sur les effets du sentimentalisme primitif et du nihilisme moderne sur notre époque. Pendant les années 1960, il s'adonne – en plus de ses poésies et romans – à l'écriture de ses mémoires. 
Il disparaît au printemps 1971 et est inhumé au cimetière de Farkasrét.

## Distinctions
- Prix Baumgarten (1939, 1943)
- Prix Attila-József (1955)
- Prix Kossuth (1956)

## Œuvre
- A magyar gyermek karácsonyi képeskönyve Székesfehérvár, 1932
- Kenyérszegés (poèmes) Paris, 1932, Bartha Miklós Társaság.
- Barangoló (poèmes) Budapest. 1937, Nyugat
- A viharhoz (poèmes) Budapest. 1939.
- Elégia (poèmes) Budapest. 1941, Bolyai Akadémia
- Iránytű a magyar irodalomban I-II. Budapest. 1942, Turul-kiadás.
- Téli szivárvány (roman) Budapest. 1943, Athenaeum.
- Válogatott poèmes Budapest. 1944, Cserépfalvy Kiadó.
- Sej, a mi lobogónkat 1945–47. (chant militaire)
- Galamb röptében (poèmes) 1939-1948. Budapest. 1948, Athenaeum.
- Hulló csillagok (roman historique) Budapest. 1951, Szépirodalmi Kiadó.
- Rügyfakasztó Benedek (conte) Budapest. 1952, Ifjúsági Kiadó.
- A tél fiai (roman historique) Budapest. 1953, Szépirodalmi Könyvkiadó.
- Szántód partjainál (poèmes choisis et inédits) (Rontó-Bontó kalandjai, bohózat) Budapest. 1954, Szépirodalmi Könyvkiadó
- Huszárok a tengeren (littérature jeunesse) Budapest. 1954, Ifjúsági Kiadó.
- A fény virágai (poèmes) (Az aranypróbás legény, drámai mesejáték.) Budapest 1956, Szépirodalmi Könyvkiadó.
- Csepp a tengerben (roman) Budapest 1956, Magvető.
- Szalmapapucs (poèmes) Budapest 1956, Ifjúsági Kiadó.
- A bűvös hegy (théâtre) Budapest 1957, Szépirodalmi Könyvkiadó.
- Bűn és bocsánat (poèmes) Budapest 1957, Magvető.
- Összegyűjtött poèmes Budapest 1959, Magvető.
- Napravárók (poèmes) Budapest 1960, Magvető.
- Hídégetés (roman historique) Budapest 1960, Szépirodalmi Könyvkiadó.
- Villő (mese) Budapest 1960, Móra Kiadó.
- Dunántúli végeken (roman historique) 2. kiad. Budapest 1961, Szépirodalmi Könyvkiadó.
- Egy udvarházi est, Budapest 1961, Móra Kiadó.
- Tavaszidéző (poèmes 1959-1961) Budapest 1962, Szépirodalmi Könyvkiadó.
- A világverő (roman historique) Budapest 1964, Szépirodalmi Kiadó.
- A budai napkirály (roman historique) Budapest 1965, Szépirodalmi Könyvkiadó.
- Parázs (poèmes 1962-1965) Budapest 1966, Szépirodalmi Könyvkiadó.
- A magam emberségéből (roman autobiographique) Budapest 1967. Kozmosz könyvek.
- A fáklya kilobbant (roman historique) Budapest 1968, Szépirodalmi Könyvkiadó.
- Idők szálltán (poèmes) Budapest 1968, Szépirodalmi Könyvkiadó.
- Világverő Mátyás király (roman) Budapest 1969, Szépirodalmi Könyvkiadó.
- Csillagfényben (poèmes) Budapest 1970, Szépirodalmi Könyvkiadó.
- Napkergető (sélection de poèmes 1926-1949) Budapest 1971, Szépirodalmi Könyvkiadó.
- Holdnéző (sélection de poèmes 1950-1971) Budapest 1973, Szépirodalmi Könyvkiadó.
- Tyukodi pajtás (roman historique) Budapest 1973, Móra Kiadó.
- A nyugtalanság éneke (sélection de poèmes) Budapest 1987, Szépirodalmi Könyvkiadó.
- Magam megyek a kékben (sélection de poèmes) Székesfehérvár. 2007, Vörösmarty Társaság.
- Jankovich Ferenc költeményei Elmondja Mensáros László, Gábor Miklós… (Hanglemez.) 1970, Hungaroton, /Magyar Költők 49./

## Traductions
- Maurois, A: A varázsló vagy Chateaubriand élete (roman) Budapest 1939.
- Heriat, P.H.: Végzetes ifjúság (roman) Budapest 1941.
- Molière: Tartuffe (comédie) Budapest 1943.
- Molière: Az embergyűlölő (comédie) Budapest 1948.
- Dumas, A.: A kaméliás hölgy (roman) Budapest 1944.
- Germanetto, G.: Egy borbély emlékezései (roman) (Ford.: Győry Mária és Jankovich Ferenc) Budapest 1950.
- Rolland, Romain: Colas Breugnon (roman) Budapest 1950.
- Victor Hugo versei (Győry János:V.H.) Budapest 1952.